# 尤尔特 (伊尔库茨克州)
尤尔特（羅馬化：Yurty）是俄罗斯伊尔库茨克州的工人村（市级镇），属泰舍特区，位于伊尔库茨克州西部，离该州与克拉斯诺亚尔斯克边疆区边界不远，在区行政中心泰舍特及州府伊尔库茨克西北方。
镇名在俄语中意为“蒙古包”，或因曾有布里亚特人、吉尔吉斯人或托法拉尔人等民族在此居住而得名。该地2021年人口有5,039人；2010年人口5,301；2002年人口6,059；1989年人口6,898。